# بايرسبرون
بايرسبرون هي بلدية في منطقة Freudenstadt في بادن فورتمبيرغ في جنوب ألمانيا . تقع في الغابة السوداء على نهر مورج.